# إننا نمزح معكم (برنامج)
إننا نمزح معكم (بالإنجليزية :Just Kidding) برنامج مقالب كاميرا خفية كندي عرض لأول مره في 3 فبراير 2012 يتكون من موسمين و42 حلقة ويقدمة مجموعة من الأطفال الصغار.

## روابط خارجية
- إننا نمزح معكم (برنامج) على موقع IMDb (الإنجليزية)
- إننا نمزح معكم (برنامج) على موقع قاعدة بيانات الفيلم (الإنجليزية)
- tvguide.com